# Riforma cluniacense
La riforma cluniacense fu un movimento di riforma ecclesiale dal basso medioevo, che ebbe la sua origine nell'abbazia benedettina di Cluny, in Borgogna, movimento di riforma che dapprima rinnovò l'ordine benedettino e poi si estese a tutta la Chiesa cattolica

## Fondamenti
I fondamenti della riforma erano:
- applicazione stretta della regola benedettina
- stretta osservanza della celebrazione quotidiana della messa
- attenzione alla devozione di ogni singolo monaco

Accanto a questo vi era una riforma dell'organizzazione dei monasteri e la sottrazione dei medesimi all'autorità vescovile. I monasteri e gli ordini vennero resi dipendenti dal pontefice romano. Nella lotta per le investiture Cluny evitò di prendere esplicitamente partito, ma fu a fianco dei papi riformatori per quanto riguardava la simonia ed il celibato sacerdotale.

## Storia
Già con il primo abate Bernone (850 ca. - 927) ebbe inizio un recupero degli antichi ideali monastici, che venne poi proseguito con l'abate Oddone (878 - 942). Le consuetudines cluniacenses si diffusero rapidamente nella Francia meridionale e trovarono terreno fertile anche nell'Italia settentrionale, in particolare nel monastero di San Maiolo a Pavia e, in Italia centrale, di Santa Maria Aventinese e di Montecassino. Accanto al ritorno ai princìpi di san Benedetto e ad un forte afflato spirituale (che comprendeva anche il servizio liturgico e la credènza nei miracoli), ben presto si cercò di raggiungere la massima indipendenza dalle cose mondane, la qual cosa comprendeva, dal punto di vista pratico, l'indipendenza dalle diocesi e la richiesta di poter esercitare la giurisdizione nei territori dipendenti dal monastero.
In questo senso il movimento cluniacense si poneva nel solco della tradizione che si era espressa nello Pseudo-Isidoro (prima metà dell'VIII secolo), una raccolta (in parte composta da materiale falsificato) di decreti, decisioni sinodali, lettere papali, che si riproponeva di rafforzare la posizione dei vescovi soprattutto rispetto al potere secolare, insistendo sull'idea di un papato forte, nel quale si vedeva la migliore garanzia, in particolare per le diocesi più piccole.
Con il secolo XI, ed in particolare sotto l'abate Odilo, si verificò nella riforma cluniacense una svolta riguardo alla politica ecclesiastica.
Essa ebbe origine dalla frequente presenza di monaci cluniacensi a Roma, dove il problema non era tanto l'ingerenza da parte delle autorità secolari, quanto un papa che, pur capo spirituale della Chiesa, non era per nulla libero dai condizionamenti del potere laico: in particolare l'elezione del papa era, di fatto, in mano all'aristocrazia romana, oltre che soggetta ad altre influenze extraecclesiastiche di vario genere. La lotta contro queste interferenze, contro la simonia e il nicolaismo mutò la natura della riforma: l'opera di Umberto di Silva Candida, di Anselmo da Lucca e di Gregorio VII fecero sì che il pensiero cluniacense esercitasse una profonda influenza sulla Riforma gregoriana.